# روزماري تروكل
روزيماري تروكيل (بالألمانية: Rosemarie Trockel )‏ (و. 1952  م) هي رسامة، ومصممة مطبوعات، وأستاذة جامعية ألمانية، ولدت في شفيرته، شاركت في Documenta X ‏، هي عضوةٌ في أكاديمية العلوم والفنون لشمال الراين - وستفاليا، والأكاديمية الملكية للفنون.

## جوائز
حصلت على جوائز منها:
- Peter-Weiss Prize  [لغات أخرى]‏ (2010)
- جائزة ولاية شمال الراين-وستفاليا  [لغات أخرى]‏
- الخاتم القيصري لغوسلار [الإنجليزية]‏.

## روابط خارجية
- روزيماري تروكيل على موقع مونزينجر (الألمانية)
- روزيماري تروكيل على موقع ديسكوغز (الإنجليزية)